# Rynkspindling
Rynkspindling (Cortinarius livido-ochraceus) är en svampart som först beskrevs av Miles Joseph Berkeley, och fick sitt nu gällande namn av Miles Joseph Berkeley 1860. Cortinarius livido-ochraceus ingår i släktet Cortinarius och familjen spindlingar.   Inga underarter finns listade i Catalogue of Life.
I den svenska databasen Dyntaxa används istället namnet Cortinarius elatior för samma taxon.  Arten är reproducerande i Sverige.